# Sphagnum microporum
Sphagnum microporum är en bladmossart som beskrevs av Warnstorf och Jules Cardot 1904. Sphagnum microporum ingår i släktet vitmossor, och familjen Sphagnaceae. Inga underarter finns listade i Catalogue of Life.